# Joel von Lerber
Joel Philippe von Lerber (1991, Basilej) je švýcarský harfenista.
Studoval na konzervatoři v Bernu, hudební akademii v Basileji, Curyšské vysoké škole umění a Berlínské vysoké hudební škole Hannse Eislera.
Vystupuje sólově i s orchestrálním doprovodem.

## Diskografie
- sólové album „Légende“ (2022)
- debutní sólové album „Harp“ (2019)